# Grand lac de Laffrey
Le grand lac de Laffrey ou lac de Laffrey, situé à 23 km de Grenoble sur la commune de Laffrey, en Isère dans le massif du Taillefer, est un des quatre lacs de Laffrey. Ce lac est d'origine glaciaire. Il est souvent venté, ce qui en fait un lieu privilégié pour la voile.

## Géographie

### Description
Ce lac se présente sous une forme allongée d'un peu plus de 120 hectares d'un peu moins de trois kilomètres, avec une profondeur maximale de 39 mètres.

### Géologie
Durant la glaciation de Würm inférieur (dite Stade II), le glacier de la Romanche se postait à l'entrée de la Matheysine à l'altitude 1 330 m et la diffluence allait jusqu'au village des Bruneaux au sud de Pierre-Châtel.
Durant le Würmien moyen (dite stade III), le glacier de la Romanche avait déjà quitté le plateau.La création des quatre lacs de Laffrey s'est effectuée entre ces deux périodes durant le retrait progressif du glacier. Les datations de ces épisodes se sont effectuées progressivement.
Du fait de la variation du climat, des périodes de stagnation ont suivi des périodes de retrait plus ou moins longues en durée durant lesquelles le glacier a pu former des moraines successives et des cuvettes plus ou moins profondes donnant naissance aux quatre lacs.

### Climat
Le plateau matheysin, où se situe le lac de Laffrey, est assez fréquemment balayé par la bise assez glaciale l'hiver et rafraîchissante l'été. L'hiver, la neige peut être abondante compte tenu de l'altitude. À cause de la présence de marécages (appelés les marais, vers 900 mètres d'altitude), les matinées d'hiver sont glaciales en raison de la présence fréquente de brume.
Les températures de l'air varient chaque année entre environ −15 °C et 28 °C (minimum depuis 2000 : environ −20 °C en 2005 ; maximum : 35 °C en 2003). Les températures descendent en dessous de −13 °C tous les hivers et peuvent descendre en dessous de −20 °C. Le lac est généralement gelé de janvier à mars la plupart des années. En été, la température peut dépasser les 30 °C. La température de l'eau des quatre lacs de laffrey est d'environ 18 à 20 °C en juillet.

### Voies de communication
Le lac est bordé, dans sa partie occidentale, par la route nationale 85, plus connue sous le nom de « route Napoléon ». Entre Vizille, situé dans la vallée de la Romanche et Laffrey, la route emprunte la rampe de Laffrey qui présente une très forte déclivité.

## Tourisme

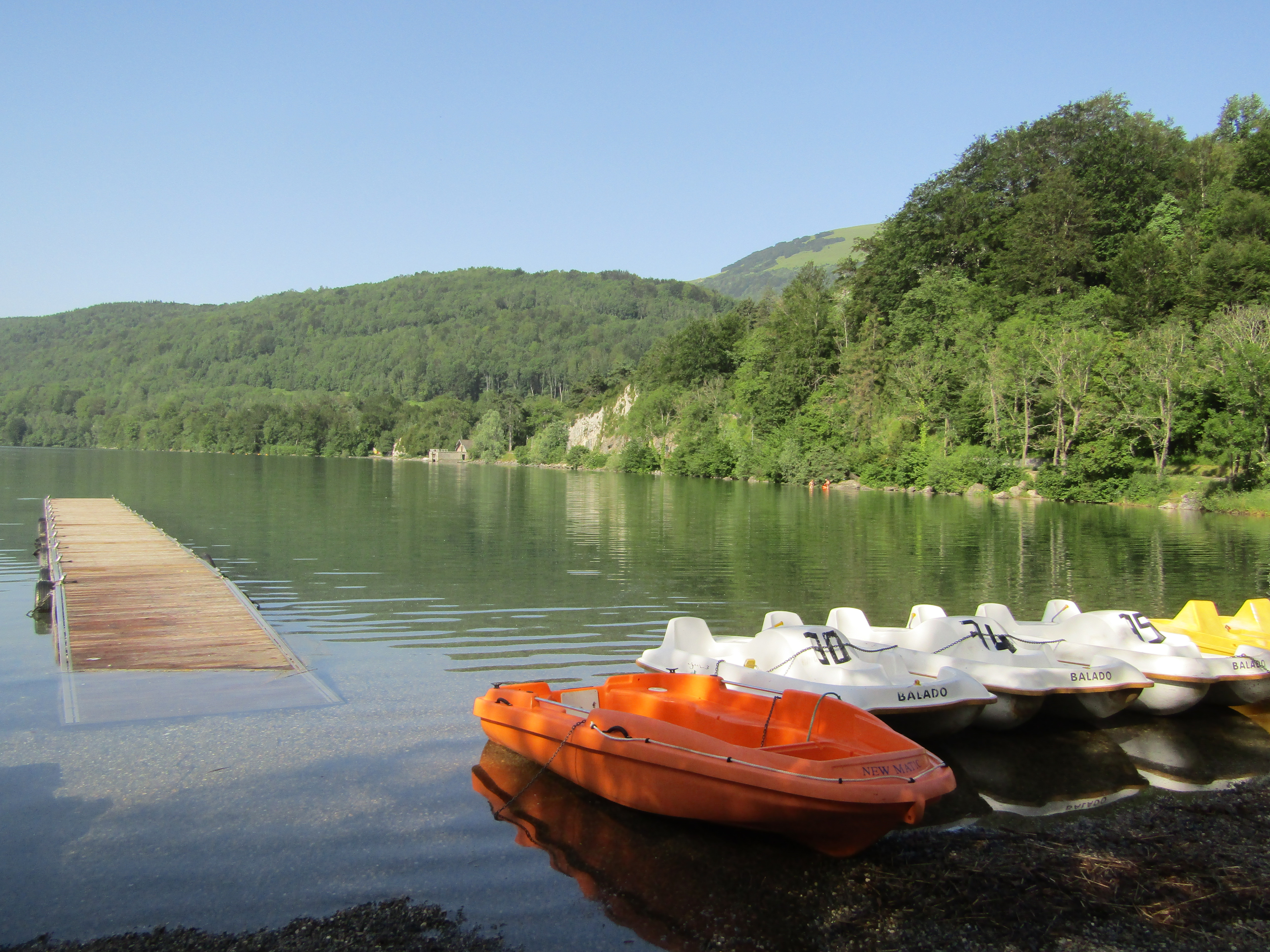
Plage nord du lac de Laffrey en juin 2019.

- La plage nord du lac est située à deux kilomètres du centre du bourg de Laffrey. Celle-ci est essentiellement composée de galets et comprend un petit espace de restauration et un service de location de bateaux[3].
- La plage de Bergogne est située au sud du lac et jouxte une base nautique.
- La prairie de la Rencontre